# Maria Elisa Belpaire
Maria Elisa Belpaire (Amberes, 31 de enero de 1853-ibidem, 9 de junio de 1948) fue una escritora, activista, filántropa y pedagoga flamenca, conocida como la "madre del Movimiento Flamenco". Mecenas de la educación de las niñas católicas, fundó el Instituto Belpaire de Amberes y el Katholieke Vlaamse Hogeschool. Fue nombrada Caballero de la Orden de Leopoldo II y recibió un doctorado honoris causa de la Universidad Católica de Lovaina.

## Biografía
Nació en Amberes, hija de Alphonse Belpaire y Betsy Teichmann. Su padre, poeta e ingeniero, falleció a sus pocos meses de edad. Lisa creció en la casa de su abuelo materno, Jan Teichmann, quien se desempeñó como gobernador de dicha provincia. Educada por profesores privados, aprendió varios idiomas, incluidos alemán, inglés, holandés, francés y también danés.
A la edad de catorce años, comenzó a estudiar por su cuenta con la ayuda de algunos familiares, como su madre y su tía Constance Teichmann. Fue entonces cuando se desarrolló cultural y artísticamente. Aprendió a cantar, dibujar y tocar el piano. Empezó a leer literatura del romanticismo, y pronto se interesó en la literatura flamenca.
Inicialmente colaboró con otros autores, como Herman Schaepman en Uit het leven, y Mathilde Rambu, bajo el seudónimo de Hilda Ram. Continuó su carrera por su propia cuenta, escribiendo diversos poemas, novelas y ensayos literarios. En 1899, fundó el Círculo Constance Teichmann, para promover el uso del idioma flamenco y la literatura.

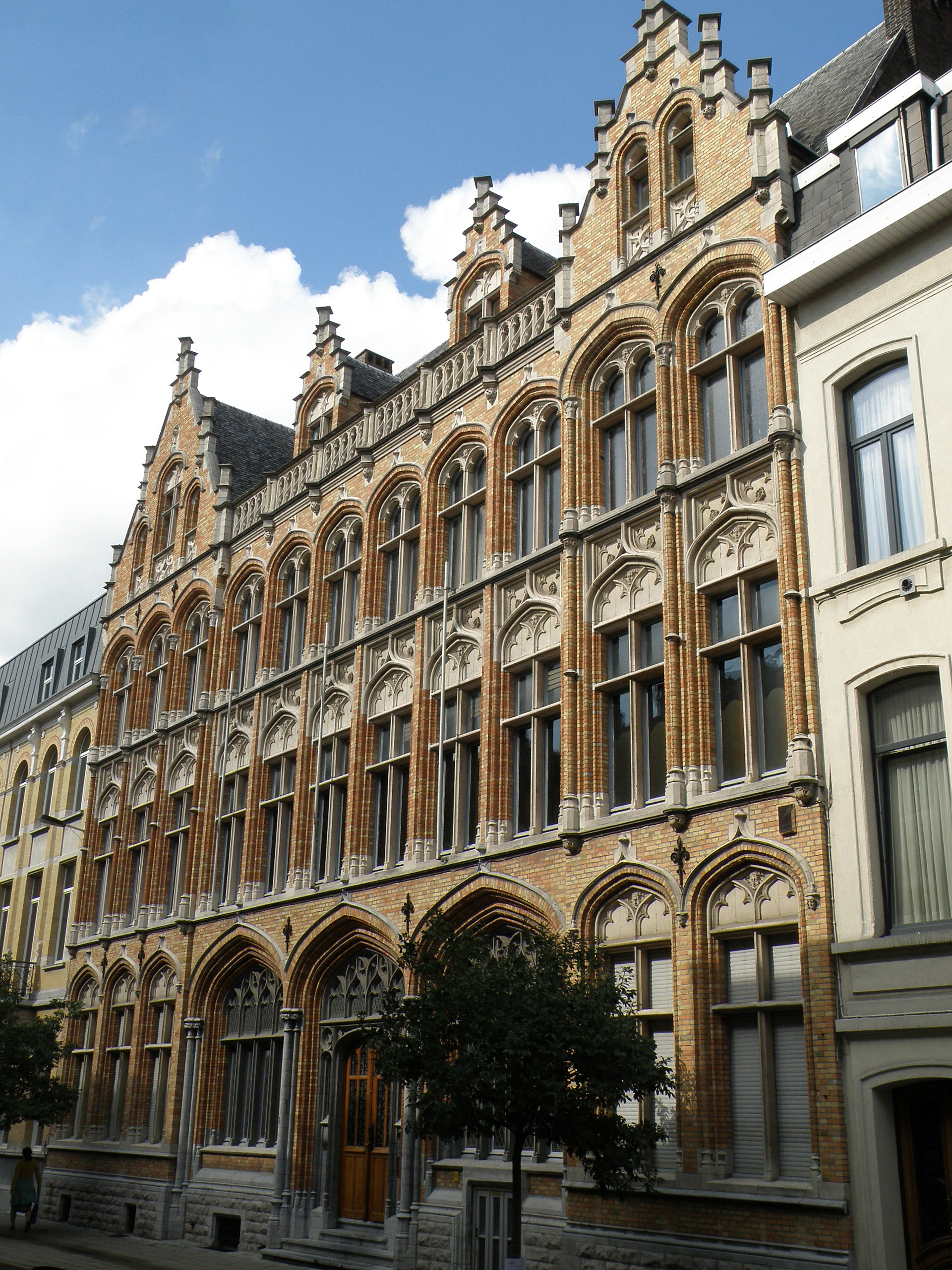
El Instituto Belper de Amberes.

En 1902, fundó el Instituto Belper, diseñado para brindar una educación digna a las niñas en Flandes, y financió su construcción. Elisa apoyó la promoción del sufragio femenino, y financió la revista Dietsche Warande & Belfort. En 1919 fundó la Escuela Católica Flamenca para Mujeres.
Financió el periódico literario Dietsche Warande en Belfort,  creado por su iniciativa a partir de la fusión de dos publicaciones menos populares.
Durante la Primera Guerra Mundial se alojó en la (ahora desaparecida) Villa Swiss Cottage en De Panne. Allí, defendió los derechos de los soldados flamencos, al mando de oficiales franceses. Fundó el periódico de soldados del Frente Yser, “The Belgian Standard” y organizó varias exposiciones.
Belpaire fundó la Constance Teichmannbond, una asociación neerlandesa dedicada a las mujeres trabajadoras. El propósito de esta asociación es elevar a las mujeres desde el punto de vista material, intelectual y moral. Llamada así en honor a su tía, Constance Teichmann, quien fue su inspiración filantrópica, a quien además le dedicó una biografía.
Belpaire fue llamada la "Madre del Movimiento Flamenco", porque apoyó financiera y moralmente muchas iniciativas de orientación flamenca. Después de la guerra, Maria-Elisabeth Belpaire estuvo menos presente en la vida pública. Preocupada por el bienestar de los artistas, contribuyó a la creación de la Fraternelle Beethoven. En 1943, creó la asociación Le Dernier des Artistes.
Por sus servicios, fue nombrada Caballero de la Orden de Leopoldo II, y posteriormente recibió un doctorado honoris causa de la Universidad Católica de Lovaina. Falleció en Amberes, su ciudad natal, a la edad de 95 años.

## En la literatura
- B. ROOSE, De wijze vrouw van Vlaanderen. Het leven van Maria-Elisabeth Belpaire [La mujer sabia de Flamenco. La vida de María-Elisabeth Belpaire], 1948.
- Jan PERYN, Maria Elisa Belpaire, en el Diccionario de la Biografía Nacional parte II, Bruselas, 1966.
- H. SCHROOTEN, De sociale en politieke actie van Mej. Belpaire tijdens de Eerste wereldoorlog [La acción social y política de la Sra. Belpaire durante la Primera Guerra Mundial], 1977.
- Ria CHRISTENS, Maria Belpaire, en la Nueva Enciclopedia del Movimiento Flamenco, Tielt, 1998.
- Aline DEREERE, Helga VAN BEECK, Marie Elisabeth Belpaire (1853-1948). Facetten van een levenswerk [Facetas del trabajo de una vida], Fundación Maria-Elisabeth Belpaire, Amberes, 2002.
- Geraldine REYMENANTS, Marie Elisabeth Belpaire. Gender en macht in het literaire veld 1900-1940 [Género y poder en el campo literario, 1900-1940], KADOC-studies 35, Leuven University Press, 2013.
- Jan ROBERT, Goed gezelschap? Marie-Elisabeth Belpaire en J. B. Priestley [¿Buena compañía? Marie-Elisabeth Belpaire y J. B. Priestley], en Zuurvrij: Mensajes de Letternhuis, diciembre de 2015.

- Helga VAN BEECK, Rita VANDERHEYDEN, Karl SCHEERLINCK, Marie-Elisabeth Belpaire - Een vrouw met impact [Maria-Elisabeth Belpaire - Una mujer con impacto], Academia Press, Amberes, 2019.